# U.S. Route 395
U.S. Route 395 is een U.S. Route in het westen van de Verenigde Staten. In het zuiden begint de weg aan de Interstate 15 bij Hesperia in de Mojavewoestijn. De weg gaat dan noordwaarts, ten oosten van de Sierra Nevada in Californië en loopt dan door het oosten van zowel Oregon als Washington. Het noordelijke eindpunt ligt in Ferry County op de grens met Canada. Vroeger was San Diego de zuidelijke terminus, maar het stuk tussen Hesperia en San Diego is vervangen door de Interstate 15.
1 ·
2 ·
3 ·
4 ·
5 ·
6 ·
7 ·
8 ·
9 ·
10 ·
11 ·
12 ·
13 ·
14 ·
15 ·
16 ·
17 ·
18 ·
19 ·
20 ·
21 ·
22 ·
23 ·
24 ·
25 ·
26 ·
27 ·
28 ·
29 ·
30 ·
31 ·
32 ·
33 ·
34 ·
35 ·
36 ·
37 ·
38 ·
39 ·
40 ·
41 ·
42 ·
43 ·
44 ·
45 ·
46 ·
48 ·
49 ·
50 ·
51 ·
52 ·
53 ·
54 ·
55 ·
56 ·
57 ·
58 ·
59 ·
60 ·
61 ·
62 ·
63 ·
64 ·
65 ·
66 ·
67 ·
68 ·
69 ·
70 ·
71 ·
72 ·
73 ·
74 ·
75 ·
76 ·
77 ·
78 ·
79 ·
80 ·
81 ·
82 ·
83 ·
84 ·
85 ·
87 ·
89 ·
90 ·
91 ·
92 ·
93 ·
94 ·
95 ·
96 ·
97 ·
98 ·
99 ·
101 ·
131 ·
163 ·
199 ·
340 ·
400 ·
412 ·
425